# Staf de Clercq
Jeroom Gustaaf De Clercq (Staf de Clercq: Everbeek, 16. rujna 1884. – Gent, 22. listopada 1942.), bio je belgijski političar, fašist i osnivač Flamanske nacionalne unije.

## Životopis
Zapaženu političku karijeru započeo je 1933. godine osnivanjem flamanske nacionalističke stranke Vlaamsch Nationaal Verbond, u kojoj je imao status vođe (den Leider). Stranka je u Flandriji 1936. godine osvojila 13.6% glasova, a tri godine poslije 14.7%.  
Dolaskom snaga Trećeg Reicha, De Clercq se priklonio Nijemcima nadajući se stvaranju Velike Nizozemske koja bi, uz današnju Nizozemsku, obuhvaćala Flandriju i flamanski dio Francuske.
Umro je u Gentu 1942. godine nakon čega ga je u stranci naslijedio Hendrik Elias. Među ekstremnim desničarima uživa ugled nacionalnog junaka. 1978. godine organizacija Vlaamse Militanten Orde, organizirala je prijenos njegovog tijela na groblje u gradu Asseu.  